# 노아 응게니
노아 키프로노 응게니(영어: Noah Kiprono Ngeny, 1978년 11월 2일 ~ )는 케냐의 전직 육상 선수로 2000년 하계 올림픽 1500m에서 금메달을 땄다.

## 인물 정보
노아는 케냐 기슈 지역 우아신에서 태어났다. 응게니는 자신의 학창시절 동안 배구를 했고 1996년에 와서야 달리기를 시작했다.
응게니는 1997년에 2개의 세계 주니어 기록을 세우면서 국제적인 두각으로 1위를 했다.
1999년 8월 24일에, 응게니는 1999년 세비야 세계 육상 선수권 대회 1500m에서 세계 챔피언 히샴 엘 게루주에 이어서 은메달을 획득했다.
그는 2000년 시드니 올림픽에서 히샴 엘 게루주를 제치고 금메달을 획득했다.
응게니는 자신이 훈련하는 영국에서 집으로 돌아가기 위해 국가 연합에서의 지시를 무시한후 2001년 에드먼턴 세계 선수권 대회 케냐 대표팀에서 탈락했다.
엘 게루주가 2001년과 2003년 세계 선수권 대회에서 우승하기 위해 계속하는 동안, 응게니는 부분적으로 쇠약해지는 자동차 사고로 2000 시즌의 성과를 놓쳤다.
응게니는 부상 때문에 2003년 세계 선수권 대회 케냐 예선에서 뛰지 못했다.
응게니는 2006년 11월 22일에 국제 육상에서 그의 공식 은퇴를 발표했다.
은퇴 이후, 그는 방위군에서 육상 코치로 일했다.